# Нова Неджвиця
Нова Неджвиця (пол. Nowa Niedrzwica) — село в Польщі, у гміні Пшиточна Мендзижецького повіту Любуського воєводства.
Населення — 294 особи (2011).
У 1975-1998 роках село належало до Гожовського воєводства.

## Демографія
Демографічна структура станом на 31 березня 2011 року:
|          | Загалом | Допрацездатний вік | Працездатний вік | Постпрацездатний вік |
| -------- | ------- | ------------------ | ---------------- | -------------------- |
| Чоловіки | 144     | 26                 | 114              | 4                    |
| Жінки    | 150     | 25                 | 97               | 28                   |
| Разом    | 294     | 51                 | 211              | 32                   |